# Kristianstads stad
Denna artikel handlar om den tidigare kommunen Kristianstads stad. För orten se Kristianstad, för dagens kommun, se Kristianstads kommun.
Kristianstads stad var en stad och kommun i Kristianstads län.

## Administrativ historik
Den danske kungen Kristian IV gav Kristianstad dess privilegiebrev 1622. Samtidigt drogs stadsrättigheterna för de tidigare städerna Vä och Åhus in.
Kristianstad och Skåne blev svenskt vid freden i Roskilde 1658. Staden var således endast under den danska kronan under cirka 40 år.
Staden blev en egen kommun, enligt Förordning om kommunalstyrelse i stad (SFS 1862:14) från och med den 1 januari 1863, då Sveriges kommunsystem infördes.
Den 1 januari 1941 (enligt beslut den 21 mars 1940) inkorporerades Norra Åsums landskommun (och det därinom belägna Vilans municipalsamhälle) med 4 894 invånare och omfattande en areal av 46,11 km², varav 37,85 km² land. Samtidigt införlivades i avseende på fastighetsredovisningen Norra Åsums socken i staden. Ett undantag i avseende på fastighetsredovisningen var de till fastigheter i Norra Åsums socken hörande delarna av kronoparken Sönnarslövs kungsora som tillhörde Östra Sönnarslövs landskommun och församling men inte Östra Sönnarslövs jordregistersocken skulle från 1 januari 1941 överföras till Östra Sönnarslövs socken i avseende på fastighetsredovisningen. Norra Åsums församling införlivades inte i Kristianstads församling utan kvarstod fortsatt som en egen, separat församling.
1 januari 1967 inkorporerade Kristianstads stad landskommunerna Araslöv, Nosaby, Träne och Vä.
1 januari 1971 gick staden upp i den då nybildade Kristianstads kommun.

### Judiciell tillhörighet
Kristianstads stad hade egen jurisdiktion med rådhusrätt till och med 1967, varefter staden tillhörde Kristianstads domsagas tingslag.

### Kyrklig tillhörighet
Staden tillhörde i kyrkligt hänseende Kristianstads församling som 1948 namnändrades till Kristianstads Heliga Trefaldighets församling. 1 januari 1941 tillkom Norra Åsums församling och 1 januari 1967 tillkom församlingarna i fyra inkorporerade kommuner (se deras egna artiklar).

### Sockenkod
För registrerade fornfynd med mera så återfinns staden inom ett område definierat av sockenkod 1077 som motsvarar den omfattning staden hade kring 1950, vilket innebär den också omfattar Norra Åsums socken.

## Stadsvapnet
Blasonering: I blått fält två mot varandra vända, uppresta lejon mellan sig bärande ett krönt monogram, C4, allt av guld.
Vapnet fastställdes 1932. Efter kommunbildningen registrerades stadsvapnet för den nya kommunen 1975.

## Geografi
Kristianstads stad omfattade den 1 januari 1952 en areal av 67,16 km², varav 55,13 km² land.

### Tätorter i staden 1960
| Tätort          | Folkmängd |
| --------------- | --------- |
| Kristianstad    | 24 022    |
| Norra Åsum      | 543       |
| Öllsjö, del ava | 81        |

Tätortsgraden i staden var den 1 november 1960 95,7 procent.

## Politik

### Mandatfördelning i valen 1919–1966
| 10 | 12 | 14 |

| 31 | 5 |

| 10 | 11 | 15 |

| 33 |

| 15 | 8 | 13 |

| 30 | 6 |

| 14 | 7 | 15 |

| 32 |

| 14 | 8 | 14 |

| 33 |

| 16 | 7 | 13 |

| 31 | 5 |

| 19 | 7 | 10 |

| 32 |

| 25 | 9 | 8 |

| 38 |

| 23 |  | 11 | 7 |

| 37 |

| 23 | 13 | 6 |

| 36 | 6 |

| 20 |  | 11 | 10 |

| 36 | 6 |

| 20 |  | 9 | 12 |

| 37 |

| 23 |  | 10 | 8 |

| 37 |

| 24 | 7 | 11 | 8 |

| 45 |